# 円融寺 (秩父市)

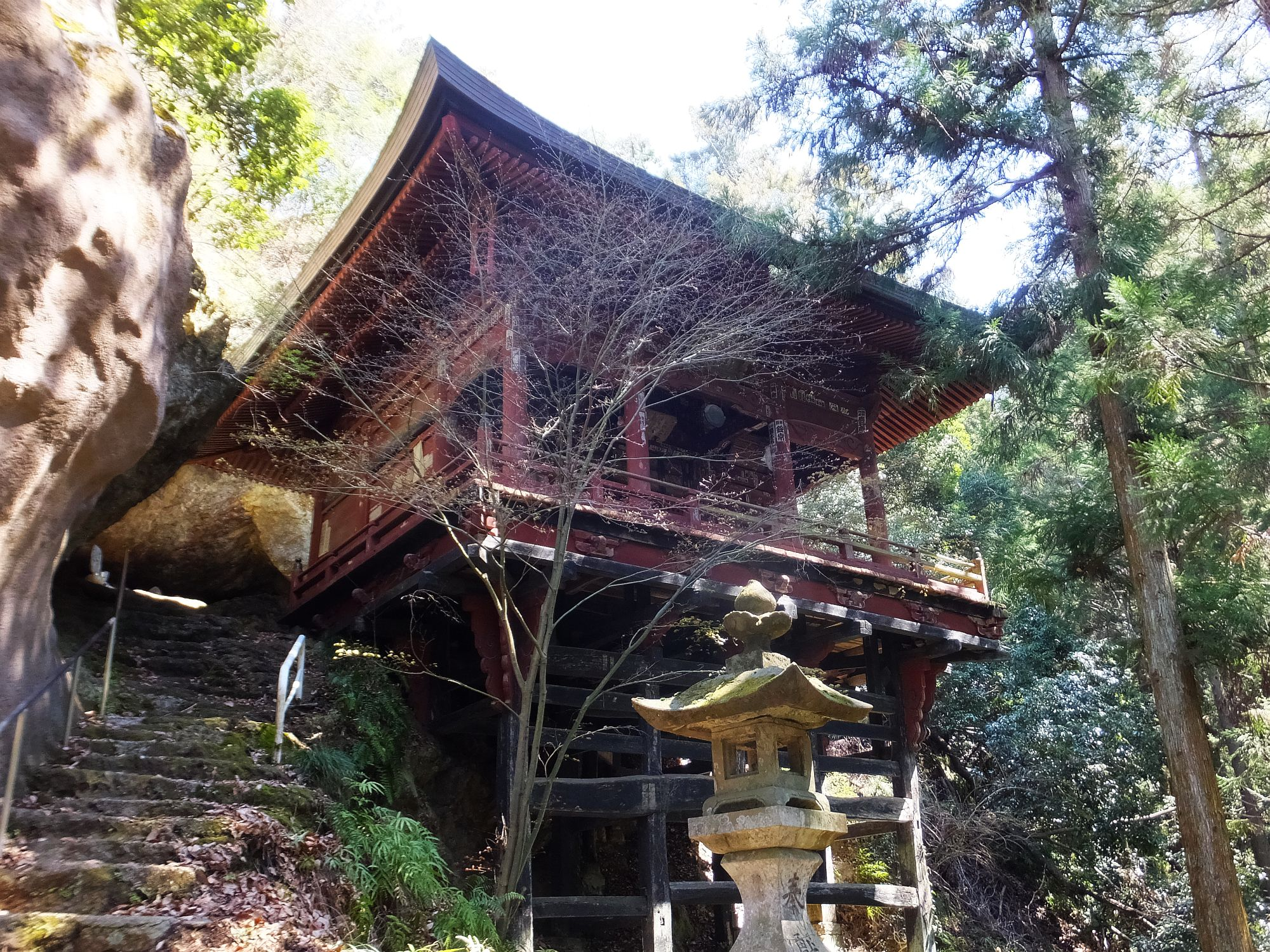
岩井堂

円融寺（えんゆうじ、旧字体：圓融寺）は、埼玉県秩父市にある臨済宗建長寺派の寺院で、山号は萬松山と号する。
本尊真言：おん あろりきゃ そわか
ご詠歌：尋ね入り結ぶ清水の岩井堂 心の垢をすすがぬはなし

## 歴史
創建年代は不明であるが、畠山重能の開基としていることから、平安時代後期に創建されたものと推測される。
当寺の奥の院「岩井堂」は、当寺の本堂から約500メートル南南東に位置している。奥の院であるが、直接行くことはできず、一旦、本堂から出てレゾナック秩父事業所の敷地を経由して行かなければならない。

## 文化財
- 石燕の納額 景清のろう破り（埼玉県指定有形文化財 昭和35年3月1日指定）[5]
- 札所26番の勝軍地蔵菩薩立像（秩父市指定有形文化財 昭和33年7月9日指定）[6]
- 札所26番岩井堂（萬松山円融寺）（秩父市指定史跡 昭和40年1月25日指定）[7]

## 交通アクセス
- 影森駅より徒歩8分
- 二十五番札所久昌寺より徒歩50分

## 前後の札所
秩父札所（江戸巡礼古道）
25 久昌寺 -- (3.8km)-- 26 円融寺 -- (1.4km)-- 27 大渕寺